# 17e parallèle sud
Pour les articles homonymes, voir 17e parallèle.
En géographie, le 17e parallèle sud est le parallèle joignant les points de la surface de la Terre dont la latitude est égale à 17° sud.

## Géographie

### Dimensions
Dans le système géodésique WGS 84, au niveau de 17° de latitude sud, un degré de longitude équivaut à 106,486 km ; la longueur totale du parallèle est donc de 38 335 km, soit environ 96 % de celle de l'équateur. Il en est distant de 1 880 km et du pôle Sud de 8 122 km,.

### Régions traversées
Le 17e parallèle sud passe au-dessus des océans sur environ 76 % de sa longueur. Du point de vue des terres émergées, il traverse l'Afrique (Angola, Namibie, Zambie, Zimbabwe, Mozambique et Malawi), Madagascar, l'Australie (Australie-Occidentale, Territoire du Nord, Queensland), le Vanuatu, Fidji, la Polynésie française et l'Amérique du Sud (Pérou, Bolivie, Brésil). Il passe également au nord de l'île Juan de Nova (Terres australes et antarctiques françaises), au sud de l'île aux Cocos (Cargados Carajos, Maurice), dans les eaux du territoire australien des îles de la mer de Corail, au sud de Maupihaa, Raiatea, Huahine et Tahanea, au nord de Motutunga et au sud de Tepoto Sud et Rekareka (Polynésie française).
Le tableau ci-dessous résume les différentes zones traversées par le parallèle, d'ouest en est :
| Zone                              | Début                 | Fin                   | Longueur (km) |
| --------------------------------- | --------------------- | --------------------- | ------------- |
| Océan Atlantique                  | 17° 00′ S, 39° 10′ O  | 17° 00′ S, 11° 46′ E  | 5 424         |
| Afrique                           | 17° 00′ S, 11° 46′ E  | 17° 00′ S, 39° 05′ E  | 2 909         |
| Canal du Mozambique               | 17° 00′ S, 39° 05′ E  | 17° 00′ S, 44° 14′ E  | 548           |
| Madagascar                        | 17° 00′ S, 44° 14′ E  | 17° 00′ S, 49° 33′ E  | 566           |
| Océan Indien                      | 17° 00′ S, 49° 33′ E  | 17° 00′ S, 49° 51′ E  | 32            |
| Île Sainte-Marie                  | 17° 00′ S, 49° 51′ E  | 17° 00′ S, 49° 53′ E  | 4             |
| Océan Indien                      | 17° 00′ S, 49° 53′ E  | 17° 00′ S, 122° 22′ E | 7 718         |
| Australie (péninsule de Dampier)  | 17° 00′ S, 122° 22′ E | 17° 00′ S, 123° 15′ E | 94            |
| King Sound                        | 17° 00′ S, 123° 15′ E | 17° 00′ S, 123° 48′ E | 59            |
| Australie                         | 17° 00′ S, 123° 48′ E | 17° 00′ S, 139° 07′ E | 1 632         |
| Golfe de Carpentarie              | 17° 00′ S, 139° 07′ E | 17° 00′ S, 139° 16′ E | 16            |
| Île Horseshoe                     | 17° 00′ S, 139° 16′ E | 17° 00′ S, 139° 17′ E | 2             |
| Golfe de Carpentarie              | 17° 00′ S, 139° 17′ E | 17° 00′ S, 139° 30′ E | 23            |
| Île Bentinck                      | 17° 00′ S, 139° 30′ E | 17° 00′ S, 139° 31′ E | 2             |
| Golfe de Carpentarie              | 17° 00′ S, 139° 31′ E | 17° 00′ S, 140° 57′ E | 153           |
| Australie (péninsule du cap York) | 17° 00′ S, 140° 57′ E | 17° 00′ S, 145° 54′ E | 527           |
| Océan Pacifique                   | 17° 00′ S, 145° 54′ E | 17° 00′ S, 168° 36′ E | 2 417         |
| Tongariki (Vanuatu)               | 17° 00′ S, 168° 36′ E | 17° 00′ S, 168° 39′ E | 5             |
| Océan Pacifique                   | 17° 00′ S, 168° 39′ E | 17° 00′ S, 177° 20′ E | 925           |
| Îles Yasawa (Fidji)               | 17° 00′ S, 177° 20′ E | 17° 00′ S, 177° 22′ E | 4             |
| Eaux de Bligh                     | 17° 00′ S, 177° 22′ E | 17° 00′ S, 178° 43′ E | 144           |
| Vanua Levu (Fidji)                | 17° 00′ S, 178° 43′ E | 17° 00′ S, 178° 47′ E | 7             |
| Mer de Koro                       | 17° 00′ S, 178° 47′ E | 17° 00′ S, 179° 55′ E | 121           |
| Taveuni (Fidji)                   | 17° 00′ S, 179° 55′ E | 17° 00′ S, 179° 57′ E | 4             |
| Océan Pacifique                   | 17° 00′ S, 179° 57′ E | 17° 00′ S, 179° 18′ O | 80            |
| Naitaba                           | 17° 00′ S, 179° 18′ O | 17° 00′ S, 179° 15′ O | 5             |
| Océan Pacifique                   | 17° 00′ S, 179° 15′ O | 17° 00′ S, 149° 35′ O | 3 159         |
| Tetiaroa (Polynésie française)    | 17° 00′ S, 149° 35′ O | 17° 00′ S, 149° 35′ O | 1             |
| Océan Pacifique                   | 17° 00′ S, 149° 35′ O | 17° 00′ S, 143° 05′ O | 692           |
| Marutea (Polynésie française)     | 17° 00′ S, 143° 05′ O | 17° 00′ S, 143° 04′ O | 2             |
| Océan Pacifique                   | 17° 00′ S, 143° 04′ O | 17° 00′ S, 72° 07′ O  | 7 555         |
| Amérique du Sud                   | 17° 00′ S, 72° 07′ O  | 17° 00′ S, 39° 10′ O  | 3 509         |